# Добродетел
Добродетелта (на латински: virtus; на старогръцки: ἀρετή „арете“) е морално превъзходство. Добродетел е дадена положителна характеристика, смятана за морално (изключително) добра и поради това ценена като фундамент, като принцип и като добра в морален аспект черта, както и морално действие.

## Етимология
В древногръцкия „арете“ (съвършенство, добро качество, добродетел, доблест) насочва към основните моменти в съдържанието на понятието. Арете представлява ниво на завършеност и пълнота, съвършеното състояние на вещта. Тя е прекрасно качество, изразяващо определено превъзходство. За арете са определяни и качествата, притежавани от древногръцките богове, както и постъпката, в която епическият герой демонстрира превъзходните си качества.

## Историческо развитие
Първият философ, който се е опитал да даде определение за добродетелта, е Аристотел. В Никомахова етика той казва, че добродетелта е „средината между два лоши начина на постъпване, като единият от тях от недостиг, а другият – от прекомерност. [...] Добродетелта е средината между тях, която трябва да се открива и избира.“

## В религията
Традиция в юдаизма
Любовта към Бога, както и подчиняването на неговите закони, по-специално на десетте Божи заповеди, са централни за еврейското разбиране за добродетел. Мъдростта е олицетворена в първите осем глави на книгата „Притчи Соломонови“ и е не само източник на добродетел, но е изобразена като първото и най-добро творение на Бог (Притчи 8:12 – 31).
Християнство
В християнството основни добродетели са вярата, надеждата, любовта, състраданието и милосърдието. 
Хиндуизъмалтруизъм, въздържаност, умереност, честност, чистота, пазене на Земята, универсализъм, мир, ненасилие/ахимса, почит, уважение към учителите
Будизъм
В будизма практикуването на Благородния осмичен път е пътят към просветление. Благородният осмичен път може да се разглежда и като списък с прогресиращи по своето значение добродетели:
| Група                                         | Елементи на Благородния осмичен път | Придобити елементи                  |
| --------------------------------------------- | ----------------------------------- | ----------------------------------- |
| Мъдрост (санскрит: праджна, пали: панна)      | 1. Правилен поглед към нещата       | 9. Правилно върховно знание         |
| Мъдрост (санскрит: праджна, пали: панна)      | 2. Правилно намерение               | 10. Правилно върховно освобождаване |
| Етично поведение (санскрит: сила, пали: сила) | 3. Правилна реч                     |                                     |
| Етично поведение (санскрит: сила, пали: сила) | 4. Правилно действие                |                                     |
| Етично поведение (санскрит: сила, пали: сила) | 5. Правилен начин на живот          |                                     |
| Концентрация (санскрит и пали: самадхи)       | 6. Правилно усилие                  |                                     |
| Концентрация (санскрит и пали: самадхи)       | 7. Правилно мислене                 |                                     |
| Концентрация (санскрит и пали: самадхи)       | 8. Правилна концентрация            |                                     |